# Květomil modrý
Květomil modrý (Cyanerpes cyaneus) je malý druh pěvce z čeledi tangarovitých (Thraupidae).

## Taxonomie
Květomila modrého popsal poprvé Carl von Linné v roce 1766 a jednalo se o vzorek z jižní Bolívie. Tento druh má několik poddruhů, které se od sebe liší zeměpisným rozšířením a zbarvením.
- Cyanerpes cyaneus brevipes (Cabanis, 1850)
- Cyanerpes cyaneus carneipes (Sclater, 1860)
- Cyanerpes cyaneus cyaneus (Linnaeus, 1766)
- Cyanerpes cyaneus dispar (Zimmer, 1942)
- Cyanerpes cyaneus eximius (Cabanis, 1850)
- Cyanerpes cyaneus gemmeus (Wetmore, 1941)
- Cyanerpes cyaneus gigas (Thayer & Bangs, 1905)
- Cyanerpes cyaneus holti (Parkes, 1977)
- Cyanerpes cyaneus pacificus (Chapman, 1915)
- Cyanerpes cyaneus tobagensis (Hellmayr & Seilern, 1914)
- Cyanerpes cyaneus violaceus Zimmer, 1942

## Popis
Je to průměrně 9 až 12 cm velký zpěvný pták vážící 10 až 15 g. Výrazným znakem je jeho dlouhý, tmavý, mírně zahnutý zobák, jehož odstín se ale liší podle pohlaví i poddruhu. Pohlavní dimorfismus je velmi výrazný.
Samci mají dva šaty: svatební a prostý, zatímco samice mají celoročně pouze jeden šat. Samci jsou ve svatebním šatě velmi výrazní, modro-fialoví s tmavými křídly, ocasem, hřbetem a pruhem přes oko a jasně červenými končetinami. Opeření na temeni hlavy mají tyrkysově modré. V prostém šatě jsou méně nápadní, převážně nazelenalí s černými křídly. Tento prostý šat samci mají v době mimo hnízdění. Samice a mladí ptáci jsou převážně zelení se slabě pruhovanou spodní částí těla. Končetiny jsou u samic červeno-hnědé a u mladých ptáků hnědé.

## Výskyt
Vyskytuje se v otevřených lesích, na jejich okrajích a na citrusových či kakaových plantážích v oblasti od jižního Mexika po Peru, Bolívii a střední Brazílii a Trinidad a Tobago. Izolovaně obývá také Kubu, kam byl možná v minulosti vypuštěn.

## Ekologie
Květomil modrý se zdržuje v malých hejnech, běžně čítajících okolo 17 kusů. Obývají koruny stromů Střední a Jižní Ameriky, ale právě ve výskytu se liší od jiných květomilů. Jiné druhy květomilů vyžadují vlhké podnebí, nejlépe tropický deštný les. Naopak květomilovi modrému stačí k životu pouze jeho okraj nebo sušší oblasti. Živí se hmyzem, bobulemi a nektarem. Pokud je málo potravy, stěhují se květomilové modří i na velké vzdálenosti společně s jinými tangarovitými.
V období hnízdění, které probíhá nejčastěji po období dešťů, samice na stromech buduje malé miskovité hnízdo, kam klade 2 světlá, tmavě skvrnitá vejce, která inkubuje po dobu 12–13 dnů. I v této době se květomilové zdržují v hejnech. Mezi samci v této době ale souboje neprobíhají, naopak, agresivnější jsou samice, které si chrání svá hnízda. Mláďata hnízdo opouští 14 dnů po vylíhnutí.

## Chov v zoo
Květomil modrý patří k velmi vzácně chovaným druhům. V březnu 2022 tento druh chovalo podle databáze Zootierliste jen přibližně 20 evropských zoo. V rámci Česka se jedná o jediné zařízení – Zoopark Zájezd na Kladensku, kde je chován v pavilonu Terária.